# Anomophaenus
Anomophaenus is een geslacht van kevers uit de familie van de loopkevers (Carabidae). De wetenschappelijke naam van het geslacht is voor het eerst geldig gepubliceerd in 1882 door Fauvel.

## Soorten
Het geslacht Anomophaenus omvat de volgende soorten:
- Anomophaenus costatogranulatus Chaudoir, 1879
- Anomophaenus depressiusculus Heller, 1916
- Anomophaenus granellus Fauvel, 1882
- Anomophaenus granulipennis Fauvel, 1903
- Anomophaenus montanus Heller, 1916
- Anomophaenus montrousieri Banninger, 1939
- Anomophaenus plicatifrons Heller, 1916
- Anomophaenus tenuistriatus Heller, 1916